# رأب الحاجز الأنفي
رأب الحاجز الأنفي، أو رأب الوتيرة (بالإنجليزية Septoplasty، باللاتينية: saeptum تعني حاجز، وبالإغريقية: πλάσσειν، وتعني: قولبة) أو قطع النسيج تحت المخاطي للحاجز الأنفي، أو إعادة تصنيع الحاجز، هي عملية جراحية تصحيحية تُجرى لتقويم انحراف حاجز الأنف الذي يفصل بين الجوفين الأنفيين. في الحالة المثالية، يمر الحاجز عبر مركز الأنف، وعندما ينحرف إلى أحد الجانبين يُضيّق الجوف ويعيق جريان الهواء.
يحدث انحراف الحاجز الأنفي أو ما يُسمى «اعوجاج» الأنف الداخلي في الطفولة أو نتيجة إصابة أو رض. إذا انحرف الجدار الفاصل بين جانبي الأنف تجاه أحد الجوفين بدرجة أكبر من 50% قد يسبب صعوبةً في التنفس. تتضخم عادةً المحارة الأنفية السفلية في الجهة المقابلة، وتُدعى هذه الحالة النمو التعويضي. قد يؤدي انحراف الوتيرة إلى انسداد الأنف. تستغرق أغلب الجراحات 60 دقيقةً أو أقل، بينما تمتد فترة التعافي إلى عدة أسابيع.
بتعبير بسيط: رأب الحاجز الأنفي عملية تساعد على إصلاح ممرات الهواء الأنفية لتسهل عملية التنفس. تُجرى هذه الجراحة للمرضى المصابين بانحراف الوتيرة أو التهاب الأنف الناكس أو اضطرابات في الجيوب الهوائية.

## الإجراء
يشمل الإجراء عادةً استئصالًا مناسبًا لجزء من القسم العظمي و/أو الغضروفي وتصحيح تزويه في الجوف الأنفي. تُجرى العملية تحت التخدير العام أو الموضعي. يدخل الجراح عبر المنخر مُحدثًا شقًا في بطانة الحاجز ليصل إلى الغضروف أو العظم المقصود في العملية.
قد تُجرى الجراحة بتقنية التنظير أو الجراحة المفتوحة. يحافظ الجراح على قسم كاف من الغضروف والعظم لتأمين الدعم البنيوي. بعد إعادة استقامة الوتيرة، يمكن الحفاظ على وضعيتها باستخدام أنابيب بلاستيكية صغيرة أو جبائر أو الخياطة الداخلية.

### الاستطبابات
تُستطب الجراحة عند المرضى ذوي الوتيرة المنحرفة التي تسبب صعوبةً تنفسيةً أو المصابين بالتهاب الأنف الناكس أو التهاب الجيوب، ويُجرى رأب الحاجز الأنفي أيضًا للوصول إلى الغدة النخامية واستئصالها، إضافةً إلى علاج الرعاف الناكس الناجم عن النتوءات الأنفية.

### مضادات الاستطباب
يجب تجنب رأب الوتيرة في حالات العدوى الحادة في الأنف والجيوب ولدى المرضى المصابين بالسكري غير المعالج وارتفاع الضغط الشديد والأهبة النزفية.

## بعد العملية
لا يرافق عملية رأب القرنية وحدها تورم أو تغير في لون الأنف الخارجي أو الوجه إذا لم تحدث اختلاطات غير متوقعة. إن الدك الأنفي تقنية جراحية حديثة نادرة الاستخدام، لكن استخدام الجبائر الخفية داخل الأنف لعدة أيام إجراء شائع. قد يعاني 1% من المرضى من نزف زائد عقب العملية، وتمتد فترة الخطر حتى أسبوعين. قد تحتاج هذه الحالة استخدام الدك أو الكي، لكنها غالبًا تمر بسلام دون الإساءة إلى نتيجة الجراحة النهائية.
قد تنثقب الوتيرة أو يحدث فيها ورم دموي، وقد تضعف حاسة الشم. يشيع حدوث الخدر المؤقت في الأسنان الأمامية العلوية بعد الجراحة، ويمتد أحيانًا إلى الفك العلوي وقمة الأنف، ويزول غالبًا بعد عدة أشهر.
يجب أن يُثبت النسيج الأنفي 3-6 أشهر غالبًا بعد الجراحة، مع أن التبدل قد يحدث خلال سنة أو أكثر.

### اختلاطات رأب الوتيرة
- انثقاب الوتيرة الأنفية: بسبب الرض ثنائي الجانب للسدائل المخاطية السمحاقية الغضروفية المتقابلة.
- الورم الدموي الحاجزي وخراج الوتيرة.
- التصاق مخاطية الوتيرة مع جدار الأنف الوحشي وتثبتها عليه.
- الأنف السرجي: بسبب فرط استئصال الجدار الظهري للغضروف الحاجزي.
- انخفاض ذروة الأنف: بسبب استئصال الحافة السفلية.